# Linda Lovelace

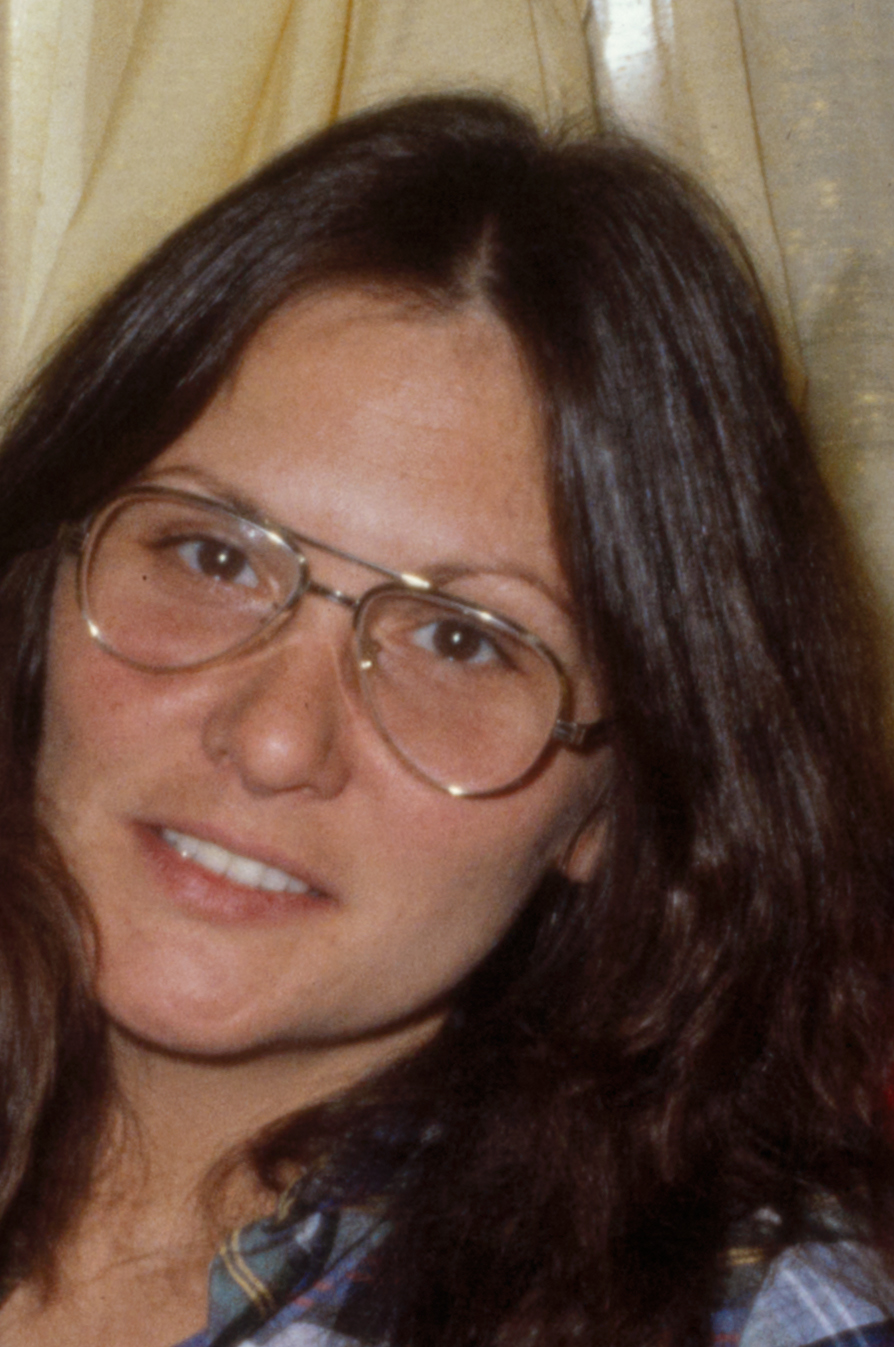
Linda Lovelace (1986)

Linda Lovelace [Lɔvɛleɪs]IPA (rodným jménem Linda Susan Boreman; 10. ledna 1949, New York – 22. dubna 2002, Denver) byla americká herečka a pornoherečka, která proslula snímkem Hluboké hrdlo (Deep Throat), díky němuž se stala kulturní ikonou a první světovou pornosuperstar. Později se však své kariéry zřekla, prohlásila, že k ní byla donucena násilím a výhrůžkami, a stala se aktivistkou hnutí bojujícího proti pornografii.
Pocházela z přísně katolické rodiny a v jednadvaceti letech se seznámila se svým prvním manželem Chuckem Traynorem, který ji přivedl ke drogám, prostituci a pornografii. Na začátku své kariéry v pornoprůmyslu hrála v krátkých ilegálních osmimilimetrových filmech. Známé z nich jsou především dva, v nichž měla pohlavní styk se psem. Její dovedností byla zvláštní technika felace, známá jako hluboké hrdlo, kterou ji manžel naučil údajně pomocí hypnózy. Díky této schopnosti ji režisér Gerard Damiano obsadil do svého filmu Hluboké hrdlo z roku 1972, který na ní postavil. Snímek zaznamenal mimořádný úspěch jak mezi mainstreamovými diváky, tak mezi filmovými kritiky, a stal se jedním z nejziskovějších filmů své doby. Byl však též kritizován feministkami a v řadě případů napaden u soudu, v důsledku čehož došlo k zákazu jeho promítání ve více než polovině států USA. Linda Lovelace se však díky němu stala známou osobností a pornohvězdou.
Po tomto úspěchu se objevila ještě v několika filmových snímcích, které však byly pro svou kvalitu kritizovány. V roce 1974 nakonec od Traynora utekla, požádala o rozvod a po krátké známosti s Davidem Wintersem se o dva roky později usadila s novým manželem Larry Marchianem, s nímž měla dvě děti. V roce 1980 vydala autobiografii Ordeal („Utrpení“), v níž popsala, že do účinkování v pornosnímcích a k prostituci ji pod pohrůžkou násilí nutil Traynor, který jí psychicky a fyzicky ubližoval. Dočkala se z části skeptických reakcí a její tvrzení dementovali bývalí kolegové z branže. Podpořilo ji ale feministické hnutí a samotná Linda Marchianová se svojí verzí úspěšně prošla testy na polygrafu. Stala se bojovnicí proti pornografii a veřejně proti ní vystupovala na přednáškovém turné a před vládními vyšetřovacími komisemi. Nakonec se s feministickým hnutím rozešla a žila v nuzných poměrech. Zemřela na následky zranění při autonehodě v roce 2002.

## Mládí

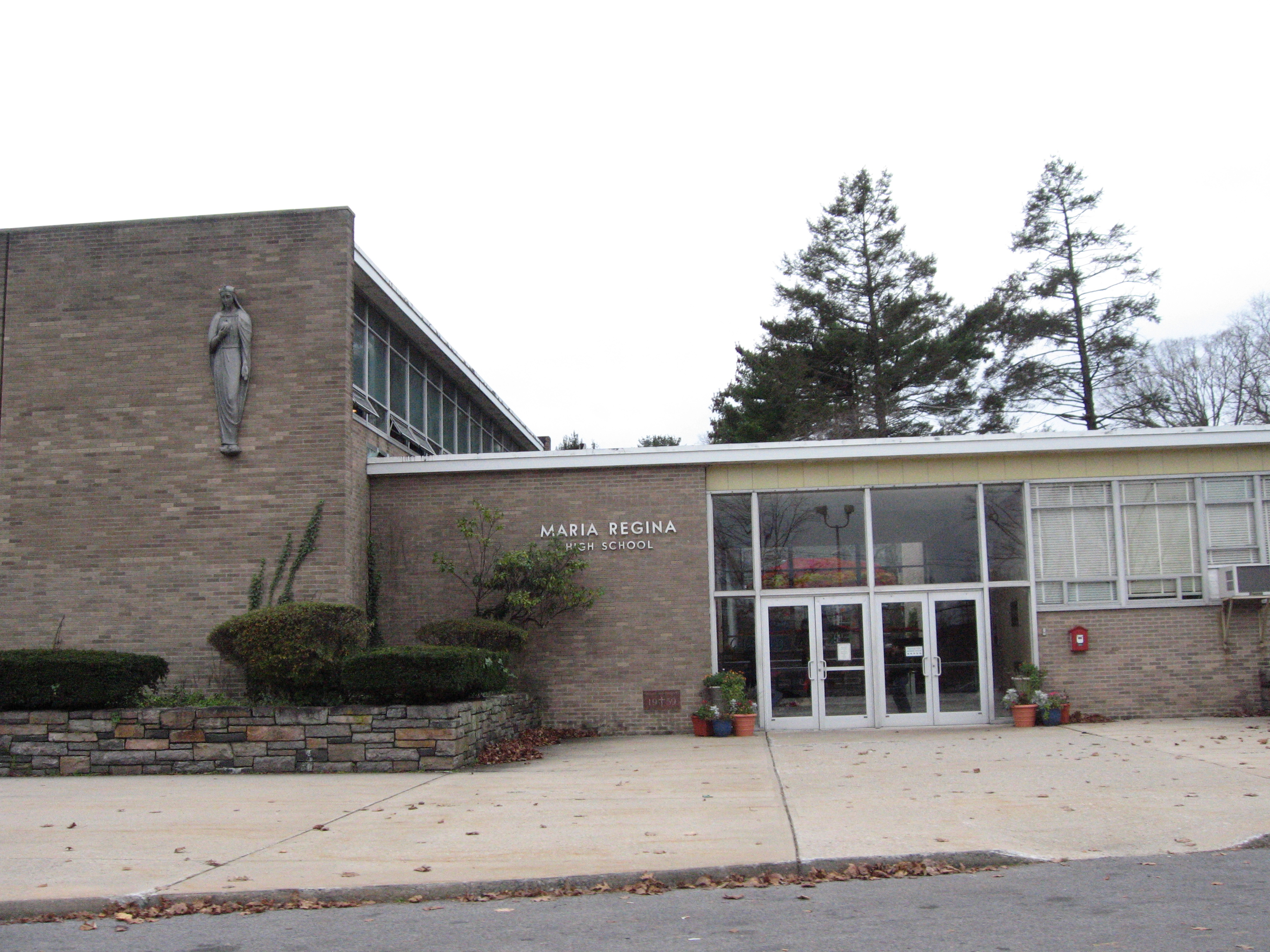
Střední škola Svaté Matky Boží v Hartsdale, kde Linda Boremanová studovala

Narodila se v newyorské čtvrti Bronx a pocházela z neutěšených rodinných poměrů, coby dcera Johna a Dorothy Boremanových. Matka, žena v domácnosti, byla velmi přísná, despotická a svou dceru bila, zatímco otec, důstojník newyorského policejního sboru, se doma objevil jen zřídkakdy. Měla též starší nevlastní sestru Barbaru. Když byly Lindě Boremanové tři roky, rodina se přestěhovala do města Yonkers ve státě New York, kde vyrůstala v přísně katolickém prostředí. Studovala na katolických školách, na základní škole Svatého Jana Křtitele v Yonkers a posléze na střední škole Svaté Matky Boží v Hartsdale, kde si vysloužila přezdívku „slečna svatosvatá“, neboť se chtěla stát jeptiškou a od chlapců si udržovala odstup. Jako studentka si přivydělávala prací v butiku a obchodu se spotřební elektronikou. V roce 1965 se v šestnácti letech přestěhovala s rodinou do Fort Lauderdale na Floridě poté, co otec odešel do penze od newyorské policie.
V devatenácti letech začala rodičům vzdorovat a v té době také přišla o panenství se spolužákem. Nedlouho poté otěhotněla a rozhodla se, že po porodu dá dítě přechodně do pěstounské péče do doby, než se o něj bude moci postarat sama. Nakonec však syna přenechala nevědomky k adopci, když jí matka bezprostředně po porodu nechala podepsat příslušné adopční formuláře a namluvila jí, že podepisuje souhlas s obřízkou.
Poté se vrátila zpět do New Yorku, kde se zapsala do počítačového kurzu, po němž si chtěla otevřít vlastní butik. V roce 1970 ji ale potkala vážná autonehoda, jejíž následky si nesla po zbytek života. Jednoho deštivého dne jela po dálnici Taconic State Parkway, když do jejího vozu Opel Kadett narazil z boku v důsledku smyku řidič Chrysleru. Při nehodě utrpěla těžká zranění a skončila se zlomenou čelistí a žebry, a natrženými játry a slezinou. Musela podstoupit krevní transfuzi, při níž se ale nakazila hepatitidou C – tato skutečnost vyšla najevo až o šestnáct let později. Po propuštění z nemocnice se vrátila zpět k rodičům na Floridu, aby se zde zotavila.

## Kariéra
V létě roku 1970 se ve Fort Lauderdale seznámila s Chuckem Traynorem (1937–2002), když se s kamarádkou Betsy měla opalovat v bikinách u bazénu na místním koupališti. Podle její autobiografie je však seznámila Betsy před domem Boremanových. Traynor, 27letý bývalý příslušník námořní pěchoty, barman a občasný pasák, dívky pozval na projížďku ve svém sportovním voze značky Jaguar XK-E. Po několika týdnech se s 21letou Lindou Boremanovou začal scházet a zhruba měsíc po jejich prvním setkání se k němu, kvůli problémům s matkou, nastěhovala. O deset let později vydala autobiografii Ordeal („Utrpení“), v níž uvedla, že ji ke všemu, co po boku Traynora zažila, nutil bitím a výhrůžkami zbraní. Její výpověď se však setkala i se skepsí (více v části Nový život a aktivismus).
Do té doby sexuálně příliš nezkušené dívce Traynor slíbil, že ji v sexu zaučí a pomocí hypnózy zvýší její sexuální apetit. V Miami provozoval bar Vegas Inn, ve kterému mu pomáhala. Nakonec ale začal mít finanční problémy, a tak byl donucen jej zavřít, a rozhodl se vrátit zpět ke kuplířství. Ve své autobiografii Ordeal později uvedla, že jí Traynor nabídl, aby se na jeho podnikání podílela a domlouvala prostitutkám schůzky s klienty. Když odmítla, měl ji začít fyzicky napadat a pod pohrůžkou palnou zbraní nutit k opakované prostituci. Naučil ji užívat drogy (hlavně marihuanu a metamfetamin) a oba se stali jejich notorickými konzumenty. V roce 1971 se s ní oženil, což dle jejího pozdějšího vyjádření učinil proto, aby proti němu nemohla vypovídat v soudním procesu, v němž byl obviněn z pašování drog. Podle Traynora však došlo k sňatku kvůli Lindině matce. Téhož roku ji přiměl k podstoupení zvětšení prsů, tehdy prostřednictvím injekcí silikonu.
Pár se nakonec přestěhoval do New Yorku, kde chtěl Traynor zprostředkovat služby své manželky známé kuplířce Xavieře Hollanderové. Ta však Traynorovou odmítla kvůli jejímu vzhledu, který neodpovídal tehdejším požadavkům. Traynor proto přišel s myšlenkou natáčet krátké pěti- až desetiminutové pornografické scénky, v nichž by jeho žena účinkovala. Tyto ilegální snímky byly potají natáčeny 8mm kamerou v různých newyorských bytech a sponzorovala je rodina Colombů, jedna z pěti rodin italské mafie ve městě. Režisérem většiny z nich byl Ted Snyder a střídala se v nich řada herců v nejrůznějších bizarních scénkách, zahrnujících například pissing, lesbický fisting chodidlem apod. Traynorová jich natočila desítky, nad ostatní však vystupují zejména dvě z roku 1971, které si získaly „značnou a trvající subkulturní slávu“. Jde o scénky Dog Fucker a Dogarama 2 v nichž měla Linda Traynorová pohlavní styk se psem, konkrétně s křížencem německého ovčáka. Ke svému angažmá v natáčení těchto dvou později několikrát změnila názor; nejprve jej v roce 1973 popírala, následně připustila, a nakonec ve své autobiografii Ordeal uvedla, že byla k účinkování donucena pod pohrůžkou zabití, což však dementovali její kolegové, kteří se natáčení zúčastnili (více v části Nový život a aktivismus).

### Hluboké hrdlo (Deep Throat)
Průlom nastal v roce 1972, když její 8mm filmy zaujaly pozornost režiséra Gerarda Damiana. S manželským párem se následně seznámil na swingers party, kde jej uchvátila schopnost s jakou prováděla praktiku hluboké hrdlo (deep throat), při níž se do úst a krku zasouvá celý erektovaný penis až po varlata. Tu ji naučil Traynor údajně pomocí hypnózy, kterou měl potlačit její dávivý reflex. Damiano v té době obsazoval hardcorové scény do svého nového snímku Changes, ale po tomto setkání se rozhodl vytvořit nový film, postavený zcela na Traynorové, pro kterou vymyslel umělecké jméno Linda Lovelace. Aby však bylo možné zahájit filmování zamýšleného snímku Hluboké hrdlo, bylo třeba zajistit jeho financování, které měla poskytnout opět rodina Colombů. Její pobočník Louis Peraino zprvu s výběrem herečky nesouhlasil a požadoval vnadnou blondýnu, názor však změnil, když na něm předvedla „svoji“ praktiku.
Zhruba hodinový film se natáčel v Miami a byl hotový za méně než týden. Vypráví příběh dívky Lindy Lovelace, která je nešťastná, protože při sexu nemůže dosáhnout orgasmu, ať zkouší cokoli. Její spolubydlící jí doporučí lékařské vyšetření, při němž se zjistí, že nemá klitoris na obvyklém místě, nýbrž v krku. Doktor (Harry Reems) jí pak doporučí, aby prováděla zvláštní typ felace, známý jako hluboké hrdlo, což pak s nadšením činí, jakožto jeho terapeutka, u různých pacientů po zbytek filmu.

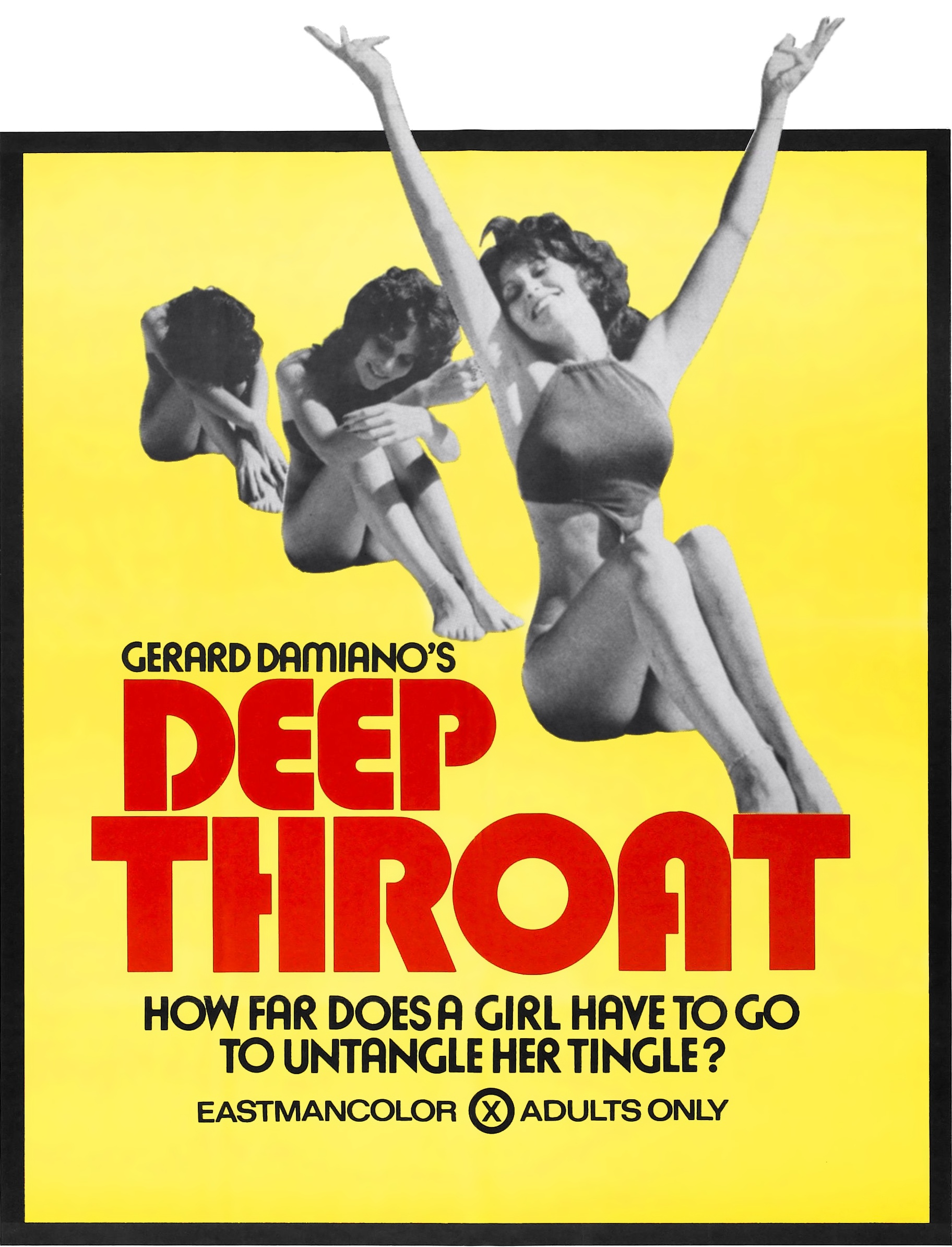
Plakát filmu Hluboké hrdlo

Snímek měl premiéru 11. června 1972 v newyorském kině New Mature World Theatre na Manhattanu a vedl si nad očekávání dobře. Získal si nebývalou popularitu mezi mainstreamovým publikem a dostalo se mu recenze například v deníku The New York Times, zatímco Linda Lovelace se objevila na titulních stranách časopisů Esquire, Time či Newsweek. Vidět jej se stalo módní záležitostí a celkem film zhlédlo více než deset milionů Američanů. Jeho promítání se zúčastnila řada celebrit, mimo jiné Jack Nicholson, Jacqueline Kennedyová Onassisová, Warren Beatty, Truman Capote, Norman Mailer, Mike Nichols či Marlene Dietrichová, přičemž Frank Sinatra ve svém domě zorganizoval soukromou projekci, které se zúčastnili Sammy Davis mladší či americký viceprezident Spiro Agnew. Na druhou stranu byl film kritizován především ve feministických kruzích jako sexistický, v němž je žena využívána pouze jako sexuální objekt. Pro svůj obsah byl napadán u soudů a jeho promítání bylo zakázáno ve 27 státech USA. Počátkem března 1973 shledal soudce newyorského trestního soudu film obscénním a udělil kinu New Mature World Theatre pokutu ve výši tří milionů dolarů (rozhodnutí bylo později zvráceno soudem vyšší instance). Na obranu filmu se postavili přední odborníci z oboru klinické psychiatrie a sexuologie, a to například Edward Hornick a John Money, kteří argumentovali tím, že ve filmu není žena sexuálně využívána mužem, nýbrž naopak sama hledá sexuální ukojení pro vlastní potřebu. Podle Moneyho film poukazoval na právo ženy mít vlastní sexuální život a nebýt nástrojem sexuálního života muže. Soudní spory a zákazy však vyvolaly ještě větší zájem diváků.
Svým provedením byl snímek revoluční, nastavil nový standard filmů pro dospělé a způsobil změnu v pornoprůmyslu. Odlišoval se především svou kvalitou a provedením. K jeho natáčení byl použit dražší 35mm filmový pás, měl kvalitní zvuk, sofistikovaný děj, obsahoval humor a taky hardcorové záběry, zachycující penetraci a ejakulaci. K ilustraci hůře zprostředkovatelného ženského orgasmu Damiano použil rychlé prokládání snímků milostné scény se záběry startující nosné rakety Saturn či ohňostroje na večerní obloze. Film byl zároveň mimořádně komerčně úspěšný. S pořizujícími náklady kolem 30 tisíc dolarů (v té době šlo na pornofilm o částku astronomickou) a zisky údajně dosahujícími 600 milionů dolarů se v tomto ohledu stal jedním z nejúspěšnějších filmových počinů své doby. Honorář Lindy Lovelace přitom činil pouhých 1250 dolarů, které podle ní zinkasoval její manžel a ona nedostala nic.
Po uvedení Hlubokého hrdla se z třiadvacetileté Lindy Traynorové, nyní známé pod uměleckým jménem Linda Lovelace, stala celebrita a kulturní ikona, označovaná jako první světová pornosuperstar. V Los Angeles, kam se s manželem přestěhovala, se běžně stýkala s největšími hvězdami tamějšího showbyznysu a pobývala například na panství Hugha Hefnera, zakladatele a vydavatele pánského časopisu Playboy. Sláva nicméně znamenala též zvýšený zájem o její dřívější filmovou tvorbu, a tak se zanedlouho začaly objevovat první zvěsti o 8mm filmech, v nichž měla pohlavní styk se psem. Tyto informace zprvu popírala s tím, že si není ničeho takového vědoma. V roce 1973 však novinář Al Goldstein v časopise Screw otiskl záběr Lindy a psa z jednoho ze snímků, čímž fámu potvrdil. Linda Lovelace jej nejprve osočila, že se snaží přiživit na její slávě, nakonec však svou roli přiznala.
V roce 1973 a 1974 se objevila například v populární talk show The Tonight Show Johnyho Carsona nebo na 46. ročníku udílení Oscarů. Její sláva v tomto životním období vyvrcholila, když pózovala pro pánské časopisy Playboy a Esquire. Vydala rovněž svou první autobiografii jménem Inside Linda Lovelace („Uvnitř Lindy Lovelace“), v níž mimo jiné dávala rady v oblasti různých orálních a análních sexuálních technik.

### Další snímky a umělecká tvorba
Dne 31. ledna 1974 byla zatčena za držení kokainu a amfetaminu v hotelu Dunes v Las Vegas, ale nakonec vyvázla jen s pokutou. Následující měsíc měl premiéru sequel Hlubokého hrdla, tentokráte s názvem Hluboké hrdlo II, natočený počátkem roku 1973 pod vedením režiséra Josepha W. Sarna. Film, ve kterém si Linda Lovelace zahrála mimo jiné po boku Rona Jeremyho, však obdržel velmi negativní kritiku a časopis Variety jej popsal jako „nejodfláknutější vybrakování filmových tradic a skličující pokus o oškubání naivního publika“. Propadl především proto, že zdaleka nedosahoval kvalit a odvážnosti originálu, a navíc obsahoval, z obavy před soudními postihy, pouze omezené množství nahoty a milostných scén. Úspěch nezaznamenaly ani její další filmy z tohoto roku, například The Confessions of Linda Lovelace, neboť šlo především o kompilace dříve nepoužitých filmových záběrů a scén.
Nedařilo se jí ani v pokusech o kariéru herečky mimo pornografickou branži. Objevila se kupříkladu ve hře My Daughter's Rated X v kasinu Aladdin v Las Vegas, ale již po týdnu byla hra stažena, neboť diváci byli nespokojeni, že se v jejím průběhu nesvlékla. Neúspěšně skončilo i její angažmá ve hře Pajama Tops ve Filadelfii. Během jednoho ze svých večerních kabaretních vystoupení v Las Vegas opustila Chucka Traynora (předtím se měla pokusit o útěk od něj celkem třikrát), načež se za pomoci přátel několik týdnů schovávala v různých hotelech a poté zažádala o rozvod, který proběhl v březnu 1974.
Bezprostředně poté se nastěhovala ke svému novému příteli, producentovi a choreografovi Davidu Wintersovi. V době jejich vztahu publikovala ještě v roce 1974 další autobiografii, The Intimate Diary of Linda Lovelace („Důvěrný deník Lindy Lovelace“), v níž, podobně jako v předchozí knize, oslavovala „nevázaný sex bez zábran a nejliberálnější formu lidského sexuálního sebevyjádření“. O rok později jí Winters produkoval film Linda Lovelace for President („Linda Lovelace kandiduje na prezidentku“), komedii a politickou parodii, v níž ztvárnila nezávislou kandidátku ve volbě prezidenta Spojených států. Její herecká kariéra však nikam nepokračovala a kvůli zaškatulkování mezi pornoherečky se jí nedařilo získat roli v neerotickém filmu. V roce 1975 také například uváděla koncert skupiny Led Zeppelin v Los Angeles.
Roku 1976 byla vybrána pro ústřední roli v erotickém snímku Laure (též Forever Emmanuelle). V té době ve velkém užívala drogy (hlavně kokain a amfetamin), a přestože podepsala smlouvu na natáčení, nakonec oznámila, že „Bůh změnil její život“, odmítla účinkovat v jakékoli scéně obsahující nahotu a dokonce protestovala proti soše Venuše Mélské v jedné ze scén, neboť měla odhalené poprsí. Její roli posléze získala francouzská herečka Annie Belle.

## Nový život a aktivismus
V té době se rozešla s Wintersem a začala udržovat partnerský vztah se stavitelem Larry Marchianem, kterého znala z mládí, za něhož se v roce 1976 provdala, usadila a měla dvě děti – syna Dominica (* 1977) a dceru Lindsay (* 1981). S novou rodinou Linda Lovelace, nyní Linda Marchianová, žila následujících patnáct let na Long Islandu a čas od času pobírala státní sociální podporu – kvůli své minulosti totiž údajně několikrát přišla o zaměstnání.
V roce 1978 započala spolupráci s novinářem Mikem McGradym, s nímž o dva roky později vydala svou autobiografii Ordeal („Utrpení“), ve které popsala, jak ji bývalý manžel Chuck Traynor po celou dobu manželství duševně a fyzicky zneužíval, mlátil, nechal znásilňovat a že ji do pornografie a prostituce nutil pod pohrůžkou násilí či použití palné zbraně. Kniha a informace v ní obsažené šokovaly veřejnost. Některá média (např. Detroit Free Press) a část veřejnosti však byla k jejím výrokům skeptická a vzhledem ke shodě mezi jejími někdejšími kolegy z branže, že se natáčení účastnila dobrovolně, zůstává sporné, nakolik byla do pornografie nucena. Traynor tvrzení své bývalé ženy sice odmítl, nikdy se však netajil tím, že ji občas v rámci vzájemných sexuálních her bil, a rovněž přiznal, že nosil zbraň, ale že jí manželce nikdy nehrozil. Linda Marchianová nicméně ještě před vlastním vydáním knihy úspěšně prošla sérií testů na polygrafu (detektoru lži), které si McGrady před zahájením spolupráce vymínil. Ty trvaly v průběhu několika dní celkem jedenáct hodin a prováděl je expert úřadu newyorského státního návladního.
V knize se mimo jiné vrátila i ke dvěma scénkám z roku 1971, v nichž měla pohlavní styk se psem. Uvedla, že podobně jako v ostatních případech, i v tomto byla k natáčení donucena Traynorem pod pohrůžkou násilí, a rovněž napsala:
Dokážu se vyrovnat téměř se vším, co se mi v životě stalo, ale stále se nedokážu vyrovnat s oním dnem. Byla jsem znásilňována muži, kteří nebyli lepší než zvířata, ale teď šlo o skutečné zvíře, a to byl obrovský předěl. (…) Když ode mne odtáhli toho psa, připadala jsem si, že hlouběji snad již klesnout nemohu, byla jsem zničená a chtěla umřít.

I toto vyjádření však dementovali její kolegové, kteří se natáčení účastnili, podle nichž k ničemu nucena nebyla a naopak si natáčení užívala.
Po vydání knihy se stala vítaným spojencem feministického hnutí bojujícího proti pornografii a dostalo se jí podpory jeho předních aktivistek Glorie Steinemové a Andrey Dworkinové. V hnutí se začala angažovat, vystupovala v řadě televizních talk show a jezdila po amerických univerzitách, kde vyprávěla svůj příběh. Několikrát vypovídala při vládních slyšeních o nebezpečí pornografie, mimo jiné před Meesovou komisí v lednu 1986, kde prohlásila: „Když se díváte na film Hluboké hrdlo, koukáte se, jak mne znásilňují. Je zločin, že je film stále promítán. Po celou dobu jeho natáčení mi na hlavu mířila zbraň.“ V roce 1986 s McGradym publikovala svou další autobiografickou knihu, Out Of Bondage („Zbavena otroctví“), jejíhož úvodu se zhostila Steinemová. Navázala s ní v zásadě na svou předchozí knihu, přičemž v obou vykreslila pornografii jako ztělesnění zla, nebezpečí budoucím generacím a vážný útok na ženy. Nově také psala o bolestivé degradaci, kterou zažila, o životě na státní sociální podpoře a stálých útocích na její hodnověrnost.

## Zdravotní a finanční problémy
Koncem roku 1986 měla podstoupit oboustrannou radikální mastektomii kvůli bulkám v prsou, které byly důsledkem zvětšení prsů injekcemi silikonu z roku 1971, neboť si lékaři nebyli jisti, zdali jde o cysty, silikon či karcinomy. Operaci však nakonec nemohla podstoupit, protože při vyšetření bylo odhaleno, že má poškozená játra od virové hepatitidy, jíž se nakazila z krevní transfuze, kterou dostala po autonehodě v roce 1970. Kvůli tomu posléze v roce 1987 podstoupila v Pittsburghu transplantaci jater, po níž musela užívat nákladná imunosupresiva.
Nakonec se obrátila proti feministickému hnutí, které zkritizovala za to, že ji využívalo a pouze na ní vydělávalo peníze, aniž by jí pomohlo v těžkých chvílích. Mimo jiné na jeho adresu prohlásila:
Cítím, že mne využívaly. Když jsem promluvila a řekla, co jsem řekla (…), podpořila jsem tím vše, co vždy říkaly. (…) Potřebovaly mne, to bylo v pořádku. Pokud jde o Andreu Dworkinovou a Kitty MacKinnonovou, ty napsaly takových knih a zmiňovaly mé jméno a vše kolem, ale finančně mi nikdy nepomohly. Nechtěly, abych dělala to či ono, ale nikdy mi skutečně nepomohly. Když jsem se s nimi objevila na besedách, vždy jsem dostala asi pět set dolarů. Vím ale, že na mně vydělaly pěkných pár dolarů, jako ostatně všichni.

V roce 1990 zkrachovala firma jejího manžela, a tak se s rodinou přestěhovali do Denveru v Coloradu. Zprvu zůstala doma s dětmi, pak pracovala jako prodavačka v supermarketu Albertsons, ale nakonec po pár měsících kvůli problémům s křečovými žilami v práci skončila. Roku 1994 začala opět přednášet o svých zkušenostech s pornoprůmyslem a krátce pracovala v počítačové firmě, než dostala výpověď. O dva roky později dostala od režiséra Rona Howarda tři tisíce dolarů za autorská práva k natočení filmu podle knihy Ordeal a v létě téhož roku se rozvedla s Larry Marchianem, kterého označila za alkoholika, který psychicky a emočně týral ji i její děti. Rozvod však proběhl pokojně a s bývalým manželem si zůstali blízcí. Koncem 90. let pracovala na částečný úvazek jako uklízečka. V roce 1998 se stala babičkou, když se její dceři Lindsay narodilo v sedmnácti letech první dítě.
V lednu 2001 se, navzdory své kritice pornografického průmyslu, svlékla ve svých padesáti dvou letech do spodního prádla pro pánský časopis Leg Show. Své rozhodnutí okomentovala slovy: „Není nic špatného na tom vypadat sexy, když je to provedeno s vkusem.“, avšak její přátelé tvrdili, že pravým motivem tohoto rozhodnutí byl finanční honorář za fotografie. Dva měsíce poté ji kvůli tomu pánský časopis Hustler vyhlásil „Debilem měsíce“ (Asshole of the Month).
Následující rok prodělala těžkou autonehodu, když 3. dubna 2002 ztratila kontrolu nad vozidlem a narazila do betonového sloupu při cestě do nemocnice, kde měla podstoupit dialýzu. Automobil se dvakrát obrátil přes střechu a ona proletěla oknem. Při nehodě utrpěla masivní trauma, vnitřní zranění a upadla do kómatu. Při životě byla udržována pouze za pomocí přístrojů a nakonec ji lékaři o necelé tři týdny později, 22. dubna 2002, z rozhodnutí rodiny odpojili od životní podpory a ona ve věku 53 let zemřela. Pohřbena byla na hřbitově v obci Parker v Coloradu.

## Odkaz a památka
V reakci na zřeknutí se pornografie a boj, který proti ní následně vedla, se v pornoprůmyslu ujal výraz „Lindin syndrom“, kterým spisovatel a režisér Hart Williams popsal stav bývalých pornoherců či pornohereček, kteří se distancují od své někdejší kariéry. V informatice pak nese její jméno koordinační jazyk Linda, který byl takto nazván v narážce na programovací jazyk Ada. Ten byl totiž pojmenován po Adě Lovelace, jejíž příjmení je totožné s Lindiným uměleckým jménem.
V hudebním světě se její jméno objevilo v písních různých žánrů, a to například ve „Wrap Her Up“ od Eltona Johna či v „I Made Linda Lovelace Gag“ od Davida Allana Coeho.
Její životní příběh dal vzniknout britskému televiznímu dokumentu The Real Linda Lovelace režisérů Andrewa Abbotta a Russella Levena z roku 2001, v němž kromě ní vystoupil třeba její bývalý manžel Traynor a novinář McGrady. O čtyři roky později měl na filmovém festivalu Sundance premiéru dokumentární film V Hlubokém hrdle (Inside Deep Throat), který se však zabýval především snímkem samotným a Linda Lovelace v něm byla zmíněna jen okrajově. V roce 2008 v Los Angeles debutoval muzikál Lovelace: A Rock Musical.
Osud Lindy Lovelace inspiroval také dva celovečerní životopisné filmy. První snímek s názvem Lovelace, režisérů Roba Epsteina a Jeffreyho Friedmana, měl premiéru 22. ledna 2013 na festivalu Sundance a hlavní roli v něm ztvárnila americká herečka Amanda Seyfriedová, která si zahrála po boku Sharon Stone či Sarah Jessicy Parker. Film získal již v době natáčení podporu dětí Marchianové. Druhým snímkem, který je zatím v předprodukci, je Inferno: A Linda Lovelace Story režiséra Matthewa Wildera, v němž hlavní postavu ztvárnila švédská herečka Malin Åkermanová. Původně přitom měla tuto roli ztvárnit Lindsay Lohan, byla však nahrazena pro své problémy s drogami. Jméno Lindy Lovelace se objevilo také v dokumentárním seriálu Secrets of Playboy z roku 2022, kde o ní bývalá modelka Patricie „PJ“ Masten uvedla, že jí Hugh Hefner, zakladatel a vydavatel časopisu Playboy, na jedné ze svých oslav přinutil opilou a zdrogovanou provést orální sex německému ovčákovi, zatímco ji s ostatními hosty sledoval.

## Filmografie
Následující tabulka je pouze částečným výčtem filmové tvorby Lindy Traynorové, později Lindy Lovelace. V počátcích své kariéry natočila desítky krátkých 8mm filmů, z nichž je níže uvedena jen část dle filmových databází.
| rok  | název                             | jiné názvy                                        | poznámky                             |
| ---- | --------------------------------- | ------------------------------------------------- | ------------------------------------ |
| 1971 | Dog Fucker                        | Dog 1, Dogarama 1, Dog-A-Rama, Knothole, Ruffie 1 | 8mm film, sex se psem                |
| 1971 | Dogarama 2                        | Dog 2, True Love Knot, Ruffie 2                   | 8mm film, sex se psem                |
| 1971 | Sex for Sale                      |                                                   | 8mm film                             |
| 1971 | Piss Orgy                         | Peeverted                                         | 8mm film, piss                       |
| 1971 | Sexy Vibrations                   |                                                   | 8mm film                             |
| 1972 | The Foot                          | Gomorrahy, Footballing                            | 8mm film, lesbický fisting chodidlem |
| 1972 | Hluboké hrdlo                     |                                                   |                                      |
| 1974 | Hluboké hrdlo II                  |                                                   |                                      |
| 1974 | Exotic French Fantasies           |                                                   |                                      |
| 1974 | The Confessions of Linda Lovelace |                                                   | kompilace                            |
| 1975 | Lovelace Meets Miss Jones         |                                                   | kompilace                            |
| 1975 | Linda Lovelace for President      |                                                   |                                      |